# Wenche Jacobsen
Wenche Jacobsen, född 28 juli 1954, är en norsk orienterare som tog individuellt VM-brons 1978.